# 서울 성북동 별서
서울 성북동 별서(서울城北洞別墅)는 성락원(城樂園)으로 알려졌던 대한민국 서울특별시 성북구 성북동에 있는 조선 후기의 별장이다. 별칭은 성락장(城樂莊)이다.
1992년 12월 23일 '성락원 (城樂園)' 명칭으로 대한민국의 사적 제373호로 지정되었다가, 2008년 1월 8일 대한민국의 명승 제35호로 재지정되었다. 그러나 첫 장주(莊主)로 알려졌던 심상응(沈相應)의 실체가 불분명하다는 점이 논란이 되었고, 문헌 검토 끝에 2020년 9월 2일 '성락원 (城樂園)' 명칭의 문화재 등록은 해지, '서울 성북동 별서 (서울城北洞別墅)' 명칭으로 2020년 9월 2일 명승 제118호로 재지정되었다.

## 개요
성북동 별서는 별서 조성 이전에도 경승지로 널리 이용되었으며, 고종 대의 내관인 황윤명(黃允明, 1844∼1916)이 조성하여 갑신정변 당시 명성황후가 피난처로 사용된 곳이다. 또한 얼마 남지 않은 조선시대 민가정원으로서 보존·연구의 가치가 있다.
또한 자연 계류와 지형, 암석 등이 잘 어우러져 공간 구성 및 경관 연출 등의 측면에서 한국 전통 정원으로서의 미학이 살아 있다.

## 공간 구성
성북동 별서는 물이 흐르는 경치에 따라 세 개의 공간으로 나눌 수 있는데, 자연지형으로 앞뜰·안뜰·뒤뜰로 나눌 수 있다. 앞뜰은 두 골짜기에서 흘러내린 물줄기가 하나로 합쳐지는 쌍류동천(雙流洞天)과 안뜰 앞을 막아 아늑하게 감싸 만든 용두가산(龍頭假山)이 있다. 물줄기 속 암벽에 행서체로 새긴 ‘雙流洞天’이란 글씨는 성북동 별서의 지맥을 보호하는 뜻도 있다고 한다. 또한 쌍류동천 주위와 용두가산에는 200~300년 된 엄나무를 비롯하여 느티나무·소나무·참나무·단풍나무·다래나무·말채나무 등이 울창한 숲을 이루어 안뜰과 성락원 바깥을 가려주는 구실을 하고 있다.
안뜰은 본재누각(本齋樓閣)·영벽지(影碧池)·폭포가 있으며, 생활·수학·수양의 기능을 하는 공간으로 여러 채의 건축물이 있었을 것으로 추정되나, 현재는 본재누각만이 남아 있다. 영벽지는 인공이 가해진 자연 연못의 진수를 보여주며, 여기에 비치는 그림자는 공간의 깊이를 더해 준다.
뒤뜰은 송석(松石)과 연못이 있는 건물군 뒤의 후원과 같은 곳으로, 정자가 있어 자연의 풍치를 음미할 수 있는 공간이다. 이 정자 안에는 노송이 지붕을 뚫고 서 있어, 지붕 위에 나무 그늘이 지는 것을 피해왔던 오랜 관습을 타파하고 있다.
서쪽 아래 지역에 고요한 늪이 있고, 북쪽에는 물길을 파서 인공폭포를 만들었다. 더하여 늪의 서쪽 암벽에 ‘장빙가(檣氷家)’라고 새긴 글씨는 추사(秋史) 김정희의 것이다.
성북동 별서 내의 대표적인 건축물인 '송석정'과 그 앞 연못은 한국전쟁이 끝난 직후인 1953년에 지어진 현대식 시설물이다.
1950년 이곳을 매입한 제동산업 심상준 회장이 조성한 것으로 보인다.

## 역대 장주
- 제1대: 황윤명(黃允明) - 고종의 내시
- 제2대: 의친왕(義親王) - 고종의 오남
- 제3대: 이건(李鍵) - 의친왕의 장남
- 제4대: 박용하
- 제5대: 심상준(沈相俊) - 제동산업 회장, 한국수산개발공사 사장, 전경련 부회장
- 제6대: 심철(沈哲) · 정미숙(鄭美淑) - 심상준의 아들과 며느리

한국 원양산업의 시초 지남호로 잘 알려진 제동산업 심상준(沈相俊) 회장이 1950년 4월 매입해 보존해왔고, 1991년 심상준 회장이 작고하자, 심상준 회장의 며느리 정미숙(鄭美淑) 한국가구박물관 관장과 남편 심철(沈哲)이 관리해왔다. 그동안 성북동 별서는 학술단체 방문이나 특별한 개방행사가 아니면 한국가구박물관에 연락해야만 들어갈 수 있었는데, 2019년 4월 23일에 서울에 남은 한국 전통정원의 가치를 알린다는 이유로 복원화 사업이 완료되기에 앞서 시민들에게 일시적으로 개방하였다.

## 관람 안내
- 주소: 서울특별시 성북구 성북동 330-577
- 입장료: 1인 1만원
- 한국가구박물관에 사전 예약

## 논란
성북동 별서는 이조판서를 지낸 심상응(沈相應)의 별장이라고 알려졌으나, 이를 근거할 명확한 자료가 없는 것으로 드러났다. 문화재청은 1992년 '성락원'을 국가지정문화재 '사적'으로 지정했고, 2008년엔 '명승'으로 바꿨는데 이 때 중요한 근거는 '철종 때 이조판서를 지낸 심상응이 사용한 별장'이란 점이었다. 그러나 심상응이란 인물은 승정원일기에 나오긴 하지만 철종이 아닌 '고종' 때이며, 벼슬도 이조판서가 아닌 실무직인 '주사'로 서술되어 있다. 심씨 종친회는 '심상응'이란 인물이 족보에 등재되지 않았으며 판서라는 높은 관직에 오른 인물이 족보에서 빠지는 것은 극히 드물다는 입장을 밝혔다. 문화재청도 이에 대해 공식 기록은 아직 찾지 못했다고 해명했다. 그럼에도 문화재 지정 이후 20년이 넘도록 2019년까지 성북동 별서를 '이조 판서를 지낸 심상응의 별장'으로 소개해 논란이 되었다. 이후, 성북동 별서 영벽지 서쪽 바위에 새겨진 시가 황윤명의 창작이라는 사실과, 혜화문 바깥 황윤명의 별장을 방문하였다는 여러 문인들의 기록을 근거로, 연구자들은 성북동 별서를 육교시사에 참여한 문인이자 고종의 재산을 관리하였던 내시 황윤명의 별장으로 추정하였다.

## 참고 자료
- 서울 성북동 별서 - 국가유산청 국가유산포털
- 이미지 및 동영상